# Rezonans stochastyczny
Rezonans stochastyczny to zjawisko, w którym odpowiedź układu dynamicznego na zewnętrzny sygnał osiąga wartość optymalną w obecności szumu o pewnym konkretnym natężeniu. Szum może niekiedy poprawić, nie zaś wyłącznie pogorszyć własności niektórych urządzeń. Zjawisko to dotyczy układów nieliniowych, które mogą posiadać kilka stabilnych stanów. Sygnał pozbawiony szumów nie powoduje przejścia pomiędzy stanami (na przykład przejścia urządzenia w stan detekcji sygnału). Sygnał z małym szumem może powodować przejścia pomiędzy stanami zgodnie z sygnałem (na przykład detekcja sygnału może nie być trwała). Istnieje pewien optymalny poziom szumu (zapewniający na przykład detekcję sygnału). Zbyt wielki poziom szumu powoduje jednak że sygnał zaczyna „ginąć” w szumie (detekcja sygnału przestaje być stabilna ze względu na znaczny poziom szumu).
Rezonans stochastyczny jest zjawiskiem, występującym także w układach bistabilnych, poddanych działaniu szumu stochastycznego i słabego sygnału periodycznego. W określonych warunkach wzrost natężenia szumu może, paradoksalnie, prowadzić do większego uporządkowania (większego stopnia periodyczności) sygnału wyjściowego. W widmie mocy sygnału wyjściowego występuje wówczas pik na częstości wejściowego sygnału periodycznego, osiągający maksymalną wysokość przy niezerowym natężeniu szumu wejściowego.  Podobne zjawisko obserwuje się przy zmianach parametru kontrolnego w układach chaotycznych z "bistabilnymi" atraktorami (na przykład układ Lorenza, Chua, układy chaotyczne po kryzysie połączenia atraktorów), pobudzanych słabym sygnałem okresowym. Rezonans stochastyczny  zaobserwowano również w układzie nerwowym, zarówno na poziomie analizy sygnałów w kolumnach neuronalnych jak i poziomie skojarzeniowym.
Rezonans stochastyczny został zdefiniowany w [1981] roku aby wyjaśnić zjawisko periodycznego pojawiania się epok lodowcowych.